# International Students of History Association
International Students of History Association (ISHA) é uma organização não-governamental e internacional, criada com o propósito de facilitar a comunicação e trocas entre estudantes de História em países diferentes.
A ISHA foi fundada em Budapeste em Maio de 1990, graças ao ativismo de estudantes locais que, com a queda da Cortina de Ferro, procuravam formas de ter contato com estudantes na Europa Ocidental. Atualmente, a ISHA tem cerca de 25 seções ativas em 15 países, majoritariamente na Europa, e um número de seções associadas. A ISHA também coopera com outras associações acadêmicas, como a European Students Union, European History Network, e a Associação Europeia de Educadores de História.

## Atividades
Ao longo do ano acadêmico, a ISHA organiza seminários em seções-membro. Normalmente a organização conta com quatro seminários anuais, o Seminário de Ano novo, o Seminário de Primavera, o Seminário de Verão, e o Seminário Anual, em outubro. Os eventos podem durar de três a sete dias, em que se alternam um programa acadêmico com sessões de treinamento, ensinando estudantes a organizar conferência e escrever abstracts ("resumos") para publicações, e administrativas, no qual a Assembleia Geral vota em questões de interesse. 
No Seminário Anual, são eleitos os Oficiais do ano seguinte.
Lista de seminários anuais:
| Ano  | Citdade      | País                | Título                                                                               |
| ---- | ------------ | ------------------- | ------------------------------------------------------------------------------------ |
| 1990 | Budapeste    | Hungria             | The European Paradigm                                                                |
| 1991 | Pécs         | Hungria             | People on the move: Migration                                                        |
| 1992 | Helsinki     | Finlandia           | Gender and History                                                                   |
| 1993 | Tours        | França              | What does it mean to be Europe                                                       |
| 1994 | Utrecht      | Holanda             | History of Daily Life                                                                |
| 1995 | Mainz        | Alemanha            | History and Propaganda                                                               |
| 1996 | Viena        | Austria             | Man and Nature                                                                       |
| 1997 | Wroclaw      | Polônia             | Religion and History                                                                 |
| 1998 | Helsinki     | Finlandia           | Revolution!?                                                                         |
| 1999 | Heidelberg   | Alemanha            | Enemies and Feinbilder                                                               |
| 2000 | Zagreb       | Croatia             | The 20th Century                                                                     |
| 2001 | Vilnius      | Lituania            | Minorities                                                                           |
| 2002 | Nijmegen     | Holanda             | Expanding Horizons                                                                   |
| 2003 | Helsinki     | Finlandia           | Who owns the Past?                                                                   |
| 2004 | Pula         | Croacia             | Trade and Communication                                                              |
| 2005 | Ohrid        | Macedonia           | Religion in History                                                                  |
| 2006 | Utrecht      | Holanda             | Ideologies through History                                                           |
| 2007 | Turku        | Finlandia           | Popular culture and History                                                          |
| 2008 | Delft        | Holanda             | Facets of power                                                                      |
| 2009 | Zagreb       | Croacia             | Turning points in History                                                            |
| 2010 | Helsinki     | Finlandia           | Integration throughout History                                                       |
| 2011 | Pula         | Croacia             | East and West: Bridging the Differences                                              |
| 2012 | Jena         | Alemanha            | Identities in Transition                                                             |
| 2013 | Leuven       | Belgica             | Migrations                                                                           |
| 2014 | Budapeste    | Hungria             | Images of the Other: Relations between Western and Central-Eastern Europe in History |
| 2015 | Bucareste    | Romênia             | Local vs Global: A Transnational Perspective on History                              |
| 2016 | Canterbury   | Reino Unido         | Sensing the Past: A Sensory Perception of History                                    |
| 2017 | Eger         | Hungria             | Religion and History                                                                 |
| 2018 | Maribor/Graz | Eslovenia / Austria | Work in Progress: Modernisation of History                                           |
| 2019 | Budapeste    | Hungria             | Recycling History                                                                    |
| 2020 | Ghent        | Belgica             | Power Structures, Colonialism & Imperialism throughout History                       |
| 2021 | Pula         | Croacia             | Anti-Fascism                                                                         |

No período 2009–10, a ISHA participou do projeto "Conectando a Europa através da história-experiências e percepções de migração na Europa", juntamente com Euroclio e o Europaeum, uma organização de dez principais universidades européias.
Em 2016–17, a ISHA participou do projeto financiado pela UE "Aprendendo uma história que ainda não é história", juntamente com a Associação Europeia de Educadores de História e vários outros parceiros. O evento final (um debate público) ocorreu na recém-inaugurada House of European History em Bruxelas. "Learning a History that is 'not yet History'" (em português: "Aprender uma história que ainda não é história").
Em 2018, a ISHA se associou à Associação Internacional de Estudantes de Física (IAPS) em uma série de conferências nomeadas Hype (History and Physics Experience, ou a Experiência de História e Física), que ocorreu em Bolonha, Itália. Além disso, várias conferências foram co-organizadas com a Associação Europeia de Geografia (EGEA).
Além dos Seminários Principais, a ISHA também organiza um número de Seminários Extras, mais recentemente em Parceria com a Universidade Centro-Europeia em Viena.

## Carnival
Desde 1999, ISHA publica a própria revista, Carnival, com artigos em língua inglesa. A publicação é aberta para estudantes de História e campos relacionados, para membros e não-membros.

## Estrutura
Os órgãos da ISHA são:
A Assembleia Geral (General Assembly ou GA), que age como o parlamento da associação. Todas as seções presentes tem direito a voto, e cada cidade tem o direito de enviar um delegado. A GA decide os estatutos, vota os próximos seminários e elege os Oficiais.
O Comitê Internacional (International Board ou IB) é o corpo executivo da ISHA, composto de um (a) Presidente, um ou mais Vice-Presidentes, Tesoureiro e Secretário. 
O Conselho tem a missão de ajudar o IB nas tarefas necessárias, e também de convocar uma Assembleia Geral caso o IB não o faça.
O/a Arquivista tem a função de manter os Arquivos da ISHA, localizados na Biblioteca Universitária em Leuven, Bélgica.
O/a Editor-Chefe é o chefe do Corpo Editorial, e responsável pela publicação da Revista Carnival.
O/a Webmaster é responsável por manter o site e as redes sociais da ISHA.
Os Supervisores da Tesouraria tem a missão maior de checar o trabalho do tesoureiro.
Os Comitês temáticos consistem de um/a Membro do Conselho, e um número de voluntários.
- Existem cinco Comitês temáticos:
  - O Comitê de Alumni
  - O Comitê de Arrecadação de Fundos
  - O Comitê de Supervisão de Projetos
  - O Comitê da rede de doutorandos e treinamento
  - O Comitê de Igualdade e Inclusão

## Lista de Seções
Essa é a lista de seções ativas, segundo o site oficial da ISHA:
| País        | Seções                                                                                   |
| ----------- | ---------------------------------------------------------------------------------------- |
| Alemanha    | Berlin, Erfurt, Heidelberg, Jena, Marburg                                                |
| Argentina   | San Miguel de Tucumán                                                                    |
| Austria     | Graz, Vienna                                                                             |
| Belgica     | Brussels, Ghent, Leuven                                                                  |
| Bósnia      | Mostar, Sarajevo                                                                         |
| Brasil      | Rio de Janeiro                                                                           |
| Bulgaria    | Blagoevgrad, Sofia                                                                       |
| Chile       | Santiago de Chile                                                                        |
| Colombia    | Bogotá, Medellín                                                                         |
| Croacia     | Osijek, Pula, Rijeka, Split, Zadar, Zagreb                                               |
| Chipre      | Nicosia                                                                                  |
| Eslovenia   | Ljubljana, Maribor, Trieste-Koper                                                        |
| Espanha     | Bilbao, Madrid                                                                           |
| Finlandia   | Helsinki, Turku                                                                          |
| Grecia      | Thessaloniki                                                                             |
| Holanda     | Leiden, Nijmegen                                                                         |
| Hungria     | Budapest, Eger                                                                           |
| Italia      | Bologna, Milan, Pisa, Rome, Trieste-Koper (transnacional, em cooperação com a Eslovênia) |
| Lituania    | Vilnius                                                                                  |
| Macedonia   | Skopje                                                                                   |
| Nigeria     | Ile-Ife                                                                                  |
| Polônia     | Łódź, Poznań, Warsaw                                                                     |
| Romênia     | Bucharest                                                                                |
| Russia      | Kaliningrad, Moscow                                                                      |
| Serbia      | Belgrade, Novi Sad                                                                       |
| Suíça       | Lausanne, Lugano                                                                         |
| Tchéquia    | Prague, Olomouc                                                                          |
| Turquia     | Ankara, Istanbul, Zonguldak                                                              |
| Reino Unido | Kent (Canterbury), Manchester                                                            |

## Lista de Presidentes da ISHA
Desde que a ISHA foi fundada, em 1990, eleições anuais são conduzidas durante os Seminários Anuais, em Outubro. A organização mantém uma lista de antigos integrantes do International Board:
| Ano                                   | Nome                | País           | Seção                    |
| ------------------------------------- | ------------------- | -------------- | ------------------------ |
| 1990-1991                             | Zoltán Zarándy      | Hungary        | ISHA Budapest            |
| 1991-1992                             |                     |                |                          |
| 1992-1993                             |                     |                |                          |
| 1993-1994                             |                     |                |                          |
| 1994-1995                             |                     |                |                          |
| 1995-1996                             |                     |                |                          |
| 1996-1997                             |                     |                |                          |
| 1997-1998                             |                     |                |                          |
| 1998-1999                             | Dragan Božić        | Serbia         | ISHA Novi Sad            |
| 1999-2000                             | Mikko-Olavi Seppälä | Finland        | ISHA Helsinki            |
| 2000-2001                             | Konstantin zu Dohna | Germany        | ISHA Heidelberg          |
| 2001-2002                             | John Blake          | United Kingdom | ISHA Nijmegen            |
| 2002-2003                             | John Blake          | United Kingdom | ISHA Nijmegen            |
| 2003-2004                             |                     |                |                          |
| 2004-2005                             | Janós Betkó         | Netherlands    | ISHA Nijmegen            |
| 2005-2006                             | Alan Götz           | Germany        | ISHA Heidelberg          |
| 2006-2007                             | Branimir Bekavac    | Croatia        | ISHA Zagreb              |
| 2007-2008                             | Leonie Huijs        | Netherlands    | ISHA Nijmegen            |
| 2008-2009                             | Marko Halonen       | Finland        | ISHA Helsinki            |
| 2009-2010                             | Frerik Kampman      | Netherlands    | ISHA Utrecht             |
| 2010-2011                             | Sarah Stroobants    | Belgium        | ISHA Leuven              |
| 2011-2012                             | Stephanie Bakker    | Netherlands    | ISHA Utrecht             |
| 2012-2013                             | Sven Mörsdorf       | Germany        | ISHA Jena                |
| 2013-2014                             | Mišo Petrović       | Croatia        | ISHA Zagreb              |
| 2014-2015                             | Barbora Hrubá       | Czech Republic | ISHA Prague              |
| 2015-2016                             | Daria Lohmann       | Germany        | ISHA Berlin              |
| 2016-2017 (resignou)                  | Benjamin Harding    | United Kingdom | ISHA Kent                |
| → 2016-2017 (presidente em exercício) | Lilla Zámbó         | Hungary        | ISHA Budapest            |
| 2017-2018                             | Lucija Balikić      | Croatia        | ISHA Zagreb              |
| 2018 (intermediário)                  | Adam Tuković        | Croatia        | ISHA Osijek              |
| 2019                                  | Anselm Logghe       | Belgium        | ISHA Ghent / ISHA Bilbao |
| 2020                                  | Blaž Ševo           | Croatia        | ISHA Split               |
| 2021                                  | Elina Sipilä        | Finland        | ISHA Helsinki            |
| 2022                                  | Elina Sipilä        | Finland        | ISHA Helsinki            |
| 2023                                  | Tomislav Romolić    | Croatia        | ISHA Osijek              |
| 2024                                  | Charlotte Rottiers  | Belgium        | ISHA Ghent               |